# Ulrich (voornaam)
Ulrich is een jongensnaam van Germaanse oorsprong, verwant met de voornaam Oldrik. De naam is tweeledig. Het eerste lid is Odel-, Ol- of Ul-, wat "bodem" of "erfgrond" betekent. Het tweede deel is -rik, wat "machtig" betekent. De naam in zijn geheel betekent dus "machtig door zijn erfgrond". Een tweede mogelijkheid voor de herkomst van het eerste lid is dat het afkomstig is van ald- (oud, volgroeid, volwassen).
De naam werd in Duitstalige gebieden populair door de heilige Ulrich van Augsburg, die bisschop van Augsburg was en de stad tegen de Hongaren beschermde. De verering van de heilige Ulrich begon al vlug na zijn dood in 973. Hij werd al heilig verklaard in 993. De naam werd populair omdat er veel kerken en bronnen aan hem gewijd werden.

## Varianten
De volgende namen (o.a.) zijn varianten of afgeleiden van Ulrich:
- Ulrick, Ulrik

Vrouwelijke varianten of afgeleiden van Ulrich zijn:
- Ulrica, Ulrika, Ulrike

## Heilige
- Ulrich van Augsburg, Duits bisschop

## Koninklijke hoogheden en adel
Graaf van Oost-Friesland

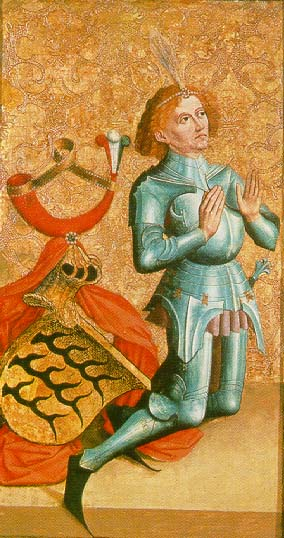
Ulrich V van Württemberg

- Ulrich I van Oost-Friesland (1408-1466)
- Ulrich II van Oost-Friesland (1605-1648)

Graaf van Weimar-Orlamünde
- Ulrich I van Weimar (ca. 1025-1069/1070)
- Ulrich II van Weimar (1064-1112)

Graaf van Württemberg
- Ulrich I van Württemberg (1226-1265)
- Ulrich II van Württemberg (ca. 1254-1279)
- Ulrich III van Württemberg (na 1286-1344)
- Ulrich IV van Württemberg (na 1315-1366)
- Ulrich van Württemberg (-1388) (na 1340-1388)
- Ulrich V van Württemberg (1416-1480)
- Ulrich van Württemberg (1487-1550)

Heer van Neuchâtel
- Ulrich I van Neuchâtel (?-1070)
- Ulrich II van Neuchâtel (?-1185)

Hertog van Karinthië
- Ulrich I van Karinthië (?-1144)
- Ulrich II van Karinthië (ca. 1176-1202)
- Ulrich III van Karinthië (ca. 1220-1269)

Andere
- Ulrik II van Bresse (?-1220), heer van Bresse
- Ulrich VI van Sax (13e eeuw), prins-abt van Sankt-Gallen
- Ulrich von Hutten (1488-1523), Duits edelman
- Ulrich van Mecklenburg-Güstrow (1527-1603), hertog van Mecklenburg-Güstrow
- Ulrich van Pommeren (1589-1622), hertog en administrator van Cammin

## Bekende naamdragers
- Ulrich Beck, Duits socioloog

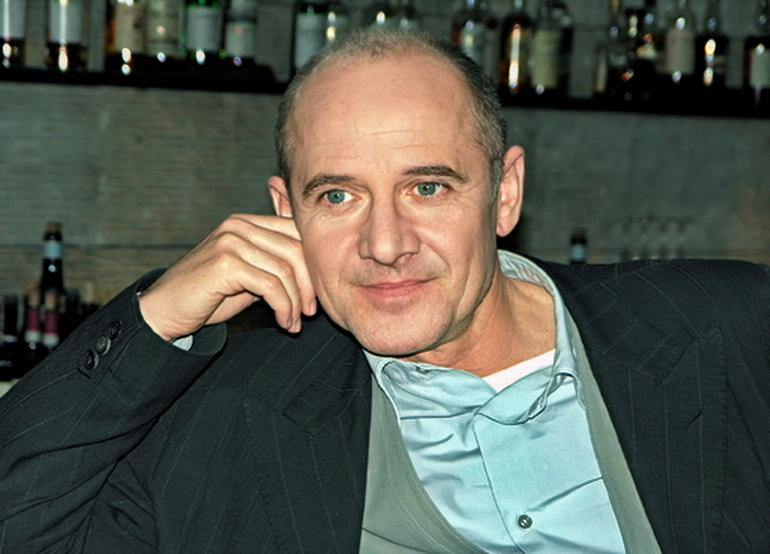
Ulrich Mühe (2005)

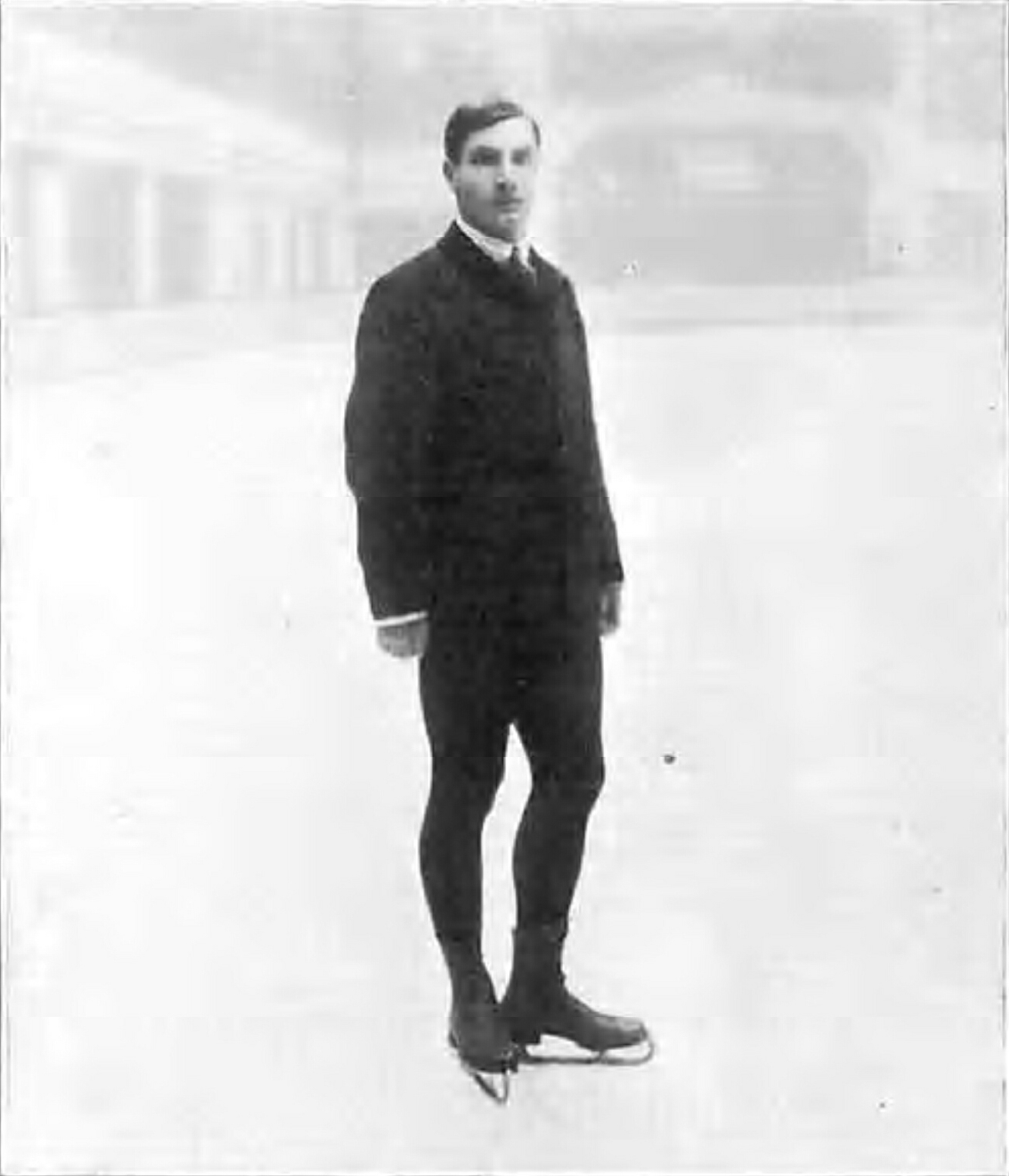
Ulrich Salchow (1908)

- Ulrich Herman Huber, Nederlands politicus
- Ulrich Jan Huber, Nederlands jurist en politicus
- Ulrich Huguenin, Nederlands generaal
- Ulrich von Liechtenstein, 13e-eeuws ministeriaal, dichter en minnezanger
- Ulrich van Löwendal, Deens militair en staatsman
- Ulrich Mühe, Duits acteur en regisseur
- Ulrich Roth, Duits gitarist
- Ulrich Salchow, Zweeds kunstschaatser
- Ulrich Thomsen, Deens acteur
- Ulrich von Wilamowitz-Moellendorff, Duits classicus